# ヨンオク・キム
ヨンオク・キム（Young-Oak Kim、김영옥、金永玉、1919年1月29日 - 2005年12月29日）は、アメリカ合衆国の陸軍軍人。朝鮮系アメリカ人としては唯一の第442連隊戦闘団第100歩兵大隊の一員として、フランス及びイタリア戦線に加わった。軍人としての最終階級は大佐。
また、殊勲十字章を始めとして、銀星章と勲功章、青銅星章の3章をそれぞれ2度、パープルハート章を3度アメリカ政府から授与されたほか、フランス政府からのレジオンドヌール勲章と戦功章、大韓民国政府からの武功勲章も含めて、全部で19の勲章を授与された。

## 幼年期
1919年に6人兄弟（4男2女）の長男として生まれる。父の金順権（1886～1941）は京畿道南陽郡細洞の堂山出身で、16歳の時に貨物船に潜り込んで渡米し、カリフォルニア州ロサンゼルス・ダウンタウンのバンカー・ヒルで食料雑貨店を営む傍ら、李承晩が朝鮮独立を達成する為にハワイ州で立ち上げた大韓人同志会の北米総会の一員として、独立運動に励んでいた。幼少期は、日系人の子供達とも遊ぶ仲ではあったが、両親が大の日本嫌いであったことから、1度も自宅にあげたことはなかったという。
地元のベルモント高校を経て、ロサンゼルス・シティー・カレッジに入学したが、学業意欲を失ったことや、家計を助けるという理由もあって、僅か1年で中退した。その後は様々な職を転々としたが、人種差別の壁が立ち塞がることとなり、いずれの仕事も長続きしなかった。
第二次世界大戦の勃発に伴い、陸軍を志願した際も、同様の理由で拒否されることとなった。しかしその後、アジア系アメリカ人も徴兵の対象となることが連邦議会で制定されたことから、1941年1月に陸軍への入隊を果たす。

## 第二次世界大戦
半年間を軍の工兵として過ごした後、ジョージア州フォート・ベニングにある歩兵士官候補生学校に入学し、1943年1月の卒業と同時に、第100歩兵大隊に配属された。大隊長は、当時日本の統治下にあった朝鮮人であるキムがいることによって、隊内の日系人との間に摩擦が生じることを懸念し、彼に別の部隊へ異動することを打診したが、「ここには日本人も朝鮮人もいません。我々は皆アメリカ人であり、同じ目標の為に戦っているのです」と述べ、頑なに異動することを拒んだ。
第100歩兵大隊は北アフリカを経てイタリアへ送られ、そこで発揮された地図判読に基づくキムの技術と決断力は、多くの戦闘といくつかの不可能と見られていた作戦の成功につながり、彼の技術は認知されるようになった。
その中でも、アンツィオの戦いでのエピソードは、特に知られている。連合軍は、ドイツ軍の装甲部隊の位置を特定する必要があり、キムは情報を得る為にドイツ軍の兵を捕らえることを申し出た。1944年5月16日にアーヴィング・アカホシ上等兵とともに、シチリア付近のドイツの領域内に這って潜入し、日中の間に夜間の監視作業に備えて休んでいた敵の隙をついて、2人のドイツ兵を捕らえた。彼らが捕虜から得た情報は、ドイツ軍の装甲部隊がグスタフ・ライン突破の為に考慮していた経路には配置されていないことを知る決定打となり、連合軍は同ラインを突破し、ローマを解放した。
キムはベルヴェデーレとピサの戦闘においても第100歩兵大隊の部隊を率い、ゴシック・ラインの突破にも一役買うこととなった。連合軍は、犠牲者を出さずにピサを占領することに成功した。
フランスでは、キムは大隊の作戦担当士官に任ぜられ、ブリュイエールとビフォンテーヌの町を解放した戦闘において活躍した。だが、ビフォンテーヌで敵の火炎攻撃によって重傷を負い、同年末までの6ヵ月をロサンゼルスで過ごすこととなった。彼がヨーロッパ作戦戦域に復帰する前に、ドイツは間もなく降伏した。

## 朝鮮戦争
終戦後、キムは陸軍大尉で退役したものの、就労の機会に恵まれず、自ら当時としては珍しいセミセルフサービス方式のコインランドリーを開業し、成功を収めることとなる。しかし、間もなく朝鮮戦争が勃発したことから、キムは事業を断念し、陸軍に復帰した。
陸軍は、韓国系兵士や僅かでも朝鮮語を解する人員は陸軍保安局に勤めるよう仕向け、キムもその例外ではなかった。しかし、キムは一兵士として戦闘に従事することを希望し、彼の要望によって、朝鮮語を全く解さない振りをして東アジアへ派遣され、第二次大戦の頃から交流のあった人々の援助によって、歩兵連隊に加わることができた。因みに、キムが朝鮮半島の地を踏んだのは、この機会が初めてだった。
キムは、1951年4月に彼をスカウトしたウィリアム・J・マキャフリー指揮下の第7歩兵師団傘下の第31歩兵連隊の主任諜報部員に任命された。マキャフリーの要請によって、キムは諜報部員としてだけでなく、実質的に作戦担当士官としても働いた。キムは、いくつかの戦闘において、多くのアメリカ陸軍ならびに韓国陸軍の部隊を救出している。
大隊は当初役に立たないものとして扱われていたが、キムが参加した大隊は、以降殆ど全ての戦闘で勝利を収めることとなった。第31歩兵連隊は、中国軍の南下を阻止し、38度線より北へ押し戻すのに、大きな役割を果たした。その中でも、キムが所属する大隊は38度線を突破する最初の部隊となった。当時第7歩兵師団は、情勢地図を毎日描き直しており、連隊もしくはそれより大きい部隊の位置を記述するに止まっていたが、1951年5月31日以降の地図にはキムの大隊に限りその位置を記述されることとなった。キムは、現在の朝鮮半島の国境線を形作るのに最も大きな功績を果たした人物の1人として、その名を挙げられている。
同年8月のパイル・ドライバー作戦の最中、キムの大隊が金化の北方へ前進した戦闘の後、彼の部隊を朝鮮人民軍と勘違いした第555野戦砲兵大隊によって誤射された。キムは重傷を負ったものの、幸運にも東京に滞在していたジョンズ・ホプキンス大学の医師によって治療を施され、2ヵ月後戦線に復帰した。
復帰と同時に、マキャフリーはキムを連隊の第1大隊の隊長に任命し、有色人種として初めて大隊長となった。ほぼ1年戦闘に参加した後、1952年9月に韓国を発った。
また、ソウルにある孤児院の後援組織の発起にも携わっている。

## 朝鮮戦争以降
帰国後は、1952年に陸軍歩兵学校教官となり、歩兵士官養成課程の創設などに携わったほか、1956年に西ドイツの第7師団第86連隊第2大隊長を務めた。1959年には中佐に昇進した後、陸軍指揮幕僚大学教官となった。1963年からの2年間、在韓米軍軍事顧問団の一員として、再び韓国へ赴任することとなり、戦時防御体制や予備兵力動員体制、青瓦台防御などの基礎を考案し、領空防御の為の対空ミサイル部隊創設を軍事顧問団内で建議し、ミサイル部隊創設の主導的役割を担った。1965年に大佐に昇進して以降は、ヨーロッパやハワイなどに赴任し続け、1972年に退役した。
退役後はロサンゼルスに居を構え、全米日系人博物館や韓人健康情報センターなどの創設に尽力したり、ボランティア活動に従事するなどして余生を過ごしたが、朝鮮戦争時に負った傷の後遺症に苦しめられ、晩年は膀胱癌にも罹患し、幾度となく手術を受けることとなった。
2005年12月29日に死去。死後、キムの遺体はハワイ州ホノルル近郊の国立太平洋記念墓地「パンチボウル」に埋葬された。